# 1198 Атлантида
1198 Атлантида (енгл. 1198 Atlantis) је Марсов тројански астероид чија средња удаљеност од Сунца износи 2,250 астрономских јединица (АЈ).
Апсолутна магнитуда астероида је 14,6 а геометријски албедо 0,078.